# Gräfenbach
Der Gräfenbach ist ein im Soonwald entspringender Bach, der nach einem etwa 26,1 km langen, mit starken Richtungswechseln ostsüdöstlichen Lauf durch den rheinland-pfälzischen Landkreis Bad Kreuznach am Westrand von Bad Kreuznach zur Gemeinde Rüdesheim von links in den unteren Ellerbach mündet.

## Name
Erstmals urkundlich erwähnt wird der Gräfenbach im Jahr 1438 in Form von vf die Grebenbach. Das Bestimmungswort nimmt entweder Bezug auf einen Grafen (mhd. grāve) oder auf einen althochdeutschen Personennamen *Grāvo (Genitiv *Grāven-).

## Geographie

### Verlauf
Der Gräfenbach entspringt im Soonwald auf einer Höhe von 573 m ü. NHN, etwa 1,3 km nordwestlich des Gipfels der Ellerspring (656,8 m ü. NHN). Von hier aus fließt der Bach zunächst in einer weiten Waldmulde zwischen den zwei großen Bergrücken des Soonwalds nach Nordosten. Nach einer etwa 3,5 km langen Flussstrecke wendet sich der Lauf im Naturschutzgebiet Glashütter Wiesen nach Südosten. Hier münden mehrere kurze Nebenflüsse von links, die im Bereich südlich des Schanzerkopfes (643,4 m ü. NHN) entspringen. Dann teilt zwischen Opel (649,3 m ü. NHN) links und Hölzerkopf (603 m ü. NHN) rechts die südlichere Kette. Im weiteren Verlauf durchfließt der Bach die zu Spabrücken gehörenden Ortschaft Gräfenbacherhütte und tritt beim am Soonwaldfuß liegenden Dorf Münchwald aus dem geschlossenen Waldgebiet aus.
In engem Tal wendet er sich bei Argenschwang nach Ostnordosten und erreicht so Dalberg. Ab hier fließt der Bach anfangs ostsüdöstlich auf sich weitendem Talgrund nach Wallhausen. Nun durchfließt er auf mehr und mehr südlichem Kurs eine hügelige Weinbaulandschaft  und durchquert dabei Gutenberg und Hargesheim. Nach noch zwei Kilometern Südlauf mündet der Gräfenbach etwas flussabwärts der Gemeinde Rüdesheim mit der nahen Lohrer Mühle schon im Stadtgebiet von Bad Kreuznach auf etwa 119 m ü. NN von links als dessen größter und letzter Zufluss in den hier selbst noch etwas kürzeren Ellerbach, der dann bald in die Nahe mündet.

### Einzugsgebiet
Auf seinem 26,1 km langen, insgesamt ostsüdöstlichen Weg fällt der Bach um 454 m, was einem mittleren Sohlgefälle von 17,4 ‰ entspricht. Er entwässert sein 76,730 km² großes Einzugsgebiet über Ellerbach und Nahe zu Rhein und Nordsee. Die von ihm durchflossenen Naturräume sind der Große Soon um seinen anfangs in Richtung der Hauptachse des gesamten Soonwaldes ziehenden Oberlauf, dann quert er auf dem Mittellauf den Nordostkeil der Seesbach-Spabrücker Hochfläche und berührt zwischen Argenschwang und Dalberg den des Gauchsbergrückens, die nun beide zur Vorstufe des Großen Soon zählen. Der Unterlauf durchzieht dann in der Weinbaulandschaft des Unteren Nahehügellandes dessen äußeren wie inneren Teil.
Im Nordwesten grenzt jenseits des nördlichen Soonwaldrückens das Einzugsgebiet des vor dem dortigen Soonwaldfuß zum Simmerbach laufenden Stufenrandgewässers Brühlbach an, im mittleren Norden kurz das des hinter einem Sattel in der Längsachsenmulde des Soonwaldes weiterfließenden Seibersbachs, dann länger dajenige des als Dörrebach mündenden Lehnbachs, welche beide ostwärts zum abwärtigen Nahe-Zufluss Guldenbach laufen, der hinter der folgenden nordöstlichen Wasserscheide konkurriert, ehe dann im Osten die Nahe kurz selbst das nächste Gewässer ist.
Die südliche Wasserscheide läuft fast von der Mündung an vor dem wenig oberhalb des Gräfenbachs dem Ellerbach zulaufendem Katzenbach und seinem Oberlauf, dessen Einzugsgebiet schließt sich hinter der südwestlichen Scheide der Ellerbach selbst wieder an bis hinauf auf den südlichen Soonwaldrücken zum Ellerspring-Gipfel. Von hier aus quert die Einzugsgebietsgrenze im Westen über einen flachen Sattel das schon erwähnte Muldental in der Achse des Soonwaldes hinüber zum nördlichen Soonwaldrücken. Jenseits der Linie läuft der Lametbach, der auch den oben erwähnten Brühlbach aufnimmt, auf Gegenkurs zum oberen Gräfenbach dem aufwärtigen Nahe-Zufluss Simmerbach zu. Alle Konkurrenten entwässern deshalb ebenfalls zur Nahe.
Höchste Erhebung ist der genannte Ellerspring-Gipfel auf 657,5 m ü. NHN.

### Nebenflüsse
Dem Gräfenbach fließen ausschließlich kleinere Bäche mit einer Länge von weniger als 3 km zu. Größere Nebenflüsse mit einem Einzugsgebiet von mehr als 5 km² sind der Bach vom Eichhof, der Dalbach und der Mehlbach.
Im Folgenden werden die von der Wasserwirtschaftsverwaltung Rheinland-Pfalz geführten Nebenflüsse des Gräfenbachs in der Reihenfolge von der Quelle zur Mündung aufgeführt. Angegeben ist jeweils die orografische Lage der Mündung, die Länge, die Größe des Einzugsgebiets, die Höhenlage der Mündung und die Gewässerkennzahl. In diese wurde hinter dem für alle Zuflüsse gemeinsamen Anfangsstück, nämlich der Gewässerkennzahl des Gräfenbachs selbst, zur leichteren Lesbarkeit ein Trenner eingefügt.
| Name                   | Lage   | Länge [km] | Einzugsgebiet [km²] | Mündungshöhe [m ü. NHN] | DGKZ       |
| ---------------------- | ------ | ---------- | ------------------- | ----------------------- | ---------- |
| Gaulstäbel-Brunnenbach | links  | 0,9        | 2,024               | 485                     | 254928-120 |
| Glashütterbach         | links  | 2,2        | 2,750               | 477                     | 254928-200 |
| Daumenborn             | links  | 2,2        | 0,808               | 472                     | 254928-320 |
| Kohlwegbach            | links  | 1,5        | 1,135               | 466                     | 254928-340 |
| Reichenbach            | rechts | 2,7        | 2,898               | 419                     | 254928-400 |
| Bach vom Eichhof       | rechts | 3,0        | 5,246               | 300                     | 254928-520 |
| Mehlbach               | links  | 2,3        | 5,809               | 232                     | 254928-600 |
| Limbach                | links  | 2,1        | 4,592               | 219                     | 254928-712 |
| Rauhbach               | links  | 2,2        | 2,492               | 211                     | 254928-720 |
| Dalbach                | links  | 1,7        | 5,645               | 150                     | 254928-800 |

## Umwelt

### Struktur und Güte
Der Gräfenbach ist ein grobmaterialreicher, silikatischer Mittelgebirgsbach. Seine Gewässerstruktur ist im Oberlauf bis Argenschwang überwiegend als deutlich verändert eingestuft. Es gibt jedoch auch gering und mäßig veränderte Abschnitte. Der Unterlauf ist überwiegend stark verändert. Einige Abschnitte – vor allem in den Ortslagen – sind auch sehr stark bis vollständig verändert. Die Gewässergüte des Oberlaufs bis nördlich von Münchwald ist unbelastet, bis Hargesheim gering belastet. Allein für den kurzen Abschnitt ab Hargesheim wird die Gewässergüte mit mäßig belastet angegeben (Stand 2005).

### Flora und Fauna
Der Gräfenbach fließt anfangs durch ein enges Tal, am Ufer stehen vor allem Weiden und Erlen, die heute kaum noch wirtschaftlich genutzt werden. Später fließt er durch die Weinbauregion Nahe.
Graureiher und Stockenten sind die häufigsten Wasservögel im Bachtal.

## Tourismus

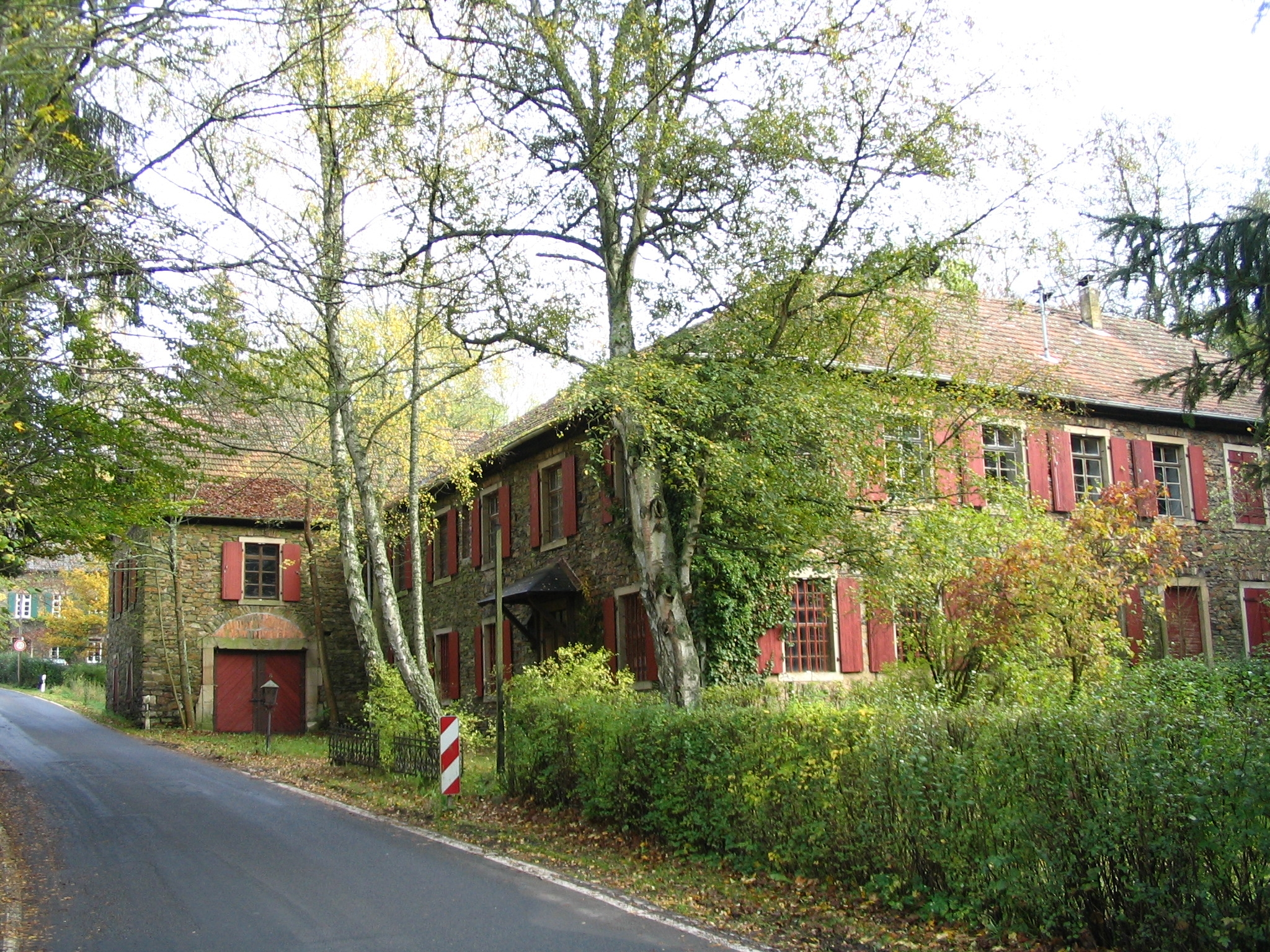
Ehemaliges Magazin der Gräfenbacher Hütte

Am Oberlauf sind ungestörte Wanderungen im Soonwald möglich. Das Freibad in Argenschwang liegt unmittelbar am Bach. Im Unterlauf verläuft ein Radweg parallel, dort bietet die umgebende Weinbauregion viele touristische Angebote.